# 노혁 왕지
노혁 왕지는 충청남도 공주시, 충청남도역사박물관에 있는 조선의 기록물이다. 2014년 9월 1일 충청남도의 유형문화재 제232호로 지정되었다.

## 개요
공주의 만경노씨는 조선 초기 노혁(盧革)이 공주시 우성면 동곡리 일대로 입향한 이래 저명성씨로 성장하였다. 노혁은 문과에 급제하여 사재감부정, 사헌부장령을 거쳐 1434년(세종 16)에 홍주목사를 역임하였다. 노혁 왕지는 조선 초기 진사(進士) 급제 왕지로 성균생원 노혁이 1401년(태종 1, 건문(建文)3) 진사 23인으로 입격한 왕지로 표구된 상태로 족자 하단에 ‘崇禎三甲戌(1754년)’에 光山金鎭商이 쓴 발문(跋文)이 붙어있다. 발문에는 왕지를 받게 된 연유와 집안에 세전된 상황, 노혁이 역임한 관직 등이 기록되었다.
조선 초기 임금이 사품 이상의 문무관에게 직접 발급한 사령장으로 매우 희귀한 자료이다. 족자로 보관된 상태이며, 지질(紙質)이나 글씨, 새보(璽寶) 등의 보존 상태는 비교적 양호하다.
노혁 왕지에는 '건문 3년'이라는 발급연대가 쓰인 부분에 '조선옥보'(朝鮮王寶)라 새겨진 옥새가 선명하게 찍혀있는데, 그동안 태조·정종 대에는 '조선왕조'(朝鮮王寶)가, 태종대에는 '조선국왕지인'(朝鮮國王之印)을 사용하였다는 것이 학계의 통설이었으나, 이와 다른 사례로서 과도기적 성격을 반영하는 중요 사례이다. 특기할 것은 표구된 족자 하단에 '崇禎三甲戌春'(1754년)에 김진상(金鎭商)이 쓴 발문이 붙어 있는 점이다. 김진상(1684-1755)은 사계 김장생의 현손으로 1712년 문과에 급제한 이후로 이조정랑, 부제학 등을 거쳐 대사헌과 좌참찬을 역임한 인물로 특히 글씨에 뛰어나 많은 비문과 글을 남긴 인물이다.
김진상은 이 문서의 유래를 고증하듯 아주 상세하게 밝혀 그 사유와 성격을 정리하고 있는데, 김진상은 노혁의 왕지를 받게 된 연유와 역임한 관직 등을 기록하고, 발문을 작성했을 당시 이미 왕지의 발급연대를 ‘354년 전이니 甲子가 6번이나 돈 것이다’라고 표현하며, 이와 같은 희귀한 문서가 갖은 병화를 거치면서도 오래토록 훼손되지 않고 만경노씨 집안에 세전된 상황을 감탄하며 칭송하고 있다. 또한 발문에 직접 조선국왕(朝鮮國王)이라 새겨 진 옥새의 글씨를 강조하여 언급하고, 고려시대 과거의 등차 결정과정에 대하여 동방 급제자들을 열거하면서 고려적 유제의 상존 가능성까지 언급하는 높은 수준의 문서 감정을 하고 있어 이로서 이 문서의 신빙성과 가치를 더해 주고 있다.

## 문화재 지정 사유
왕지(王旨)는 1425년(세종 7) 교지(敎旨)로 명칭을 고치기 이전에 임금이 사품 이상의 문무관에게 직접 발급한 사령장으로 조선 개국 후 약 30여 년 정도만 왕이 직접 발급하였던 매우 희귀한 자료로 조선초기의 관제 및 과거제도 연구와 새보 사용의 사례 확인 등 사료적 가치가 높아 충청남도 유형문화재로 지정하였다.

## 참고 자료
- 노혁 왕지 - 국가유산청 국가유산포털